# (6859) Datemasamune
(6859) Datemasamune ist ein Asteroid des Hauptgürtels, der am 13. Februar 1991 vom japanischen Astronomen Masahiro Koishikawa an der Ayashi Station des Sendai Astronomical Observatory in Sendai entdeckt wurde.
Benannt wurde er am 2. Februar 1999 nach dem japanischen Feudalherrn Date Masamune (1567–1636), einem Gefolgsmann von Tokugawa Ieyasu, der im Jahr 1601 die Burg Sendai erbauen ließ.